# لا كاريرا
بلدية لا كاريرا (بالإسبانية: La Carrera) هي بلدية تقع في مقاطعة آبلة التابعة لمنطقة قشتالة وليون وسط إسبانيا.

## الديموغرافيا
يبلغ عدد سكان بلدية لا كاريرا 216 نسمة عام 2011 (وفقاً للمعهد الوطني للإحصاء الإسباني).
| 302 | 294 | 257 | 240 | 223 | 2014 | 216 |